# آنتونیو پتروچلی
آنتونیو پتروچلی (ایتالیایی: Antonio Petrocelli؛ زادهٔ ۱۸ سپتامبر ۱۹۵۳) بازیگر اهل ایالات متحده آمریکا است.
از فیلم‌ها یا مجموعه‌های تلویزیونی که وی در آن نقش داشته‌است، می‌توان به زن شهرستانی، پاپ جدید، پدر ماتئو، اتاق پسر، خاطرات عزیز و زنان دامن‌پوش اشاره کرد.